# Ronan Parke
Ronan David Parke (Poringland, Norfolk, 8 augustus 1998) is een Britse zanger. Hij werd bekend door het televisieprogramma Britain's Got Talent. Na de show werd bevestigd dat Parke een deal had gesloten met platenmaatschappij Sony. Op 24 oktober 2011 verscheen het album Ronan Parke, waarop voornamelijk covers stonden. Daarna kwamen er een aantal losse singles uit. Op 9 november 2018 bracht hij het album Found My Way uit. Zijn muzikale loopbaan kwam echter niet van de grond en hij koos voor een carrière in de horeca.

## Britain's Got Talent
Parke deed auditie voor Britain's Got Talent voor de drie juryleden: Amanda Holden, Michael McIntyre en Louis Walsh. Hij zong "Feeling Good" en nog voor het nummer gedaan was ontving hij een staande ovatie van alle juryleden en het publiek. Geen van de juryleden stemde tegen en dat bracht hem naar de volgende ronde.
Tijdens de halve finale op 30 mei 2011 deed Parke een cover van Make You Feel My Love (Bob Dylan). Na zijn act ontving hij lof van alle vier juryleden David Hasselhoff (was niet aanwezig op Ronans' auditie), McIntyre, Holden and Simon Cowell. Parke ontving die nacht het hoogste aantal stemmen van het publiek en ging automatisch door naar de finale.
In de finale op 4 juni 2011 zong hij Because of You (Kelly Clarkson) en ontving opnieuw een staande ovatie van zowel publiek als juryleden. Ook tijdens de finale kreeg hij lovende commentaren voor zijn presentatie van het nummer. Toch verloor Parke van winnaar Jai McDowall met een verschil van 2,6% op de stemmen.

## Discografie

### Albums
| Albumtitel   | Details |
| ------------ | --- |
| Ronan Parke  | - Uitgebracht: 24 oktober 2011 - Label: Syco Music - Beschikbaar op: cd, muziekdownload                       |
| Found My Way | - Uitgebracht: 9 november 2018 - Label: Entertainment Management Limited - Beschikbaar op: cd, muziekdownload |

### Singles
| Jaar | Single                                      | Album        |
| ---- | ------------------------------------------- | ------------ |
| 2011 | A Thousand Miles                            | Ronan Parke  |
| 2012 | We Are Shooting Stars                       |              |
| 2012 | Not Alone This Christmas (met Luciel Johns) |              |
| 2013 | Move                                        |              |
| 2014 | Defined                                     |              |
| 2018 | No Love (Like First Love)                   | Found My Way |
| 2018 | Cheers                                      |              |

### Videoclips
| Jaar | Clip                        |
| ---- | --------------------------- |
| 2011 | "A Thousand Miles"          |
| 2012 | "We Are Shooting Stars"     |
| 2012 | "Not Alone This Christmas"  |
| 2013 | "Move"                      |
| 2014 | "Defined"                   |
| 2018 | "No Love (Like First Love)" |
| 2018 | "Cheers"                    |